# Provincia de Tete
Tete es una provincia de Mozambique. Tiene una superficie de 98.417 km² y cuenta con una población de 2 648 941 de habitantes en 2017. 
Limita al norte y al oriente con Malaui, al noroccidente y al occidente con Zambia, al sur con Zimbabue, Manica y Sofala, y al suroriente con Zambezia. 
Su capital es Tete. En ella se halla situado el embalse de Cahora Bassa.

## Distritos con población en agosto de 2017
- Angónia 486 251
- Cahora-Bassa 132 972
- Changara 128 453
- Chifunde 155 210
- Chiuta 103 875
- Dôa 87 913
- Macanga 200 288
- Magoé 91 313
- Marara 74 659
- Marávia 131 685
- Moatize 343 546
- Mutarara 207 480
- Tete 305 722
- Tsangano 225 172
- Zumbo 89 630[1]

## Distritos
La componen doce distritos.
- Angónia, sede Ulongué.
- Cahora-Bassa, sede Songo.
- Changara, sede Luenha.
- Chifunde
- Chiuta, sede Kazula.
- Macanga, sede Furancungo.
- Magoé, sede Mpheende.
- Marávia, sede Chiputo.

- Moatize
- Mutarara
- Tsangano
- Zumbo

Y dos municipios:
- Moatize
- Tete.

## Historia

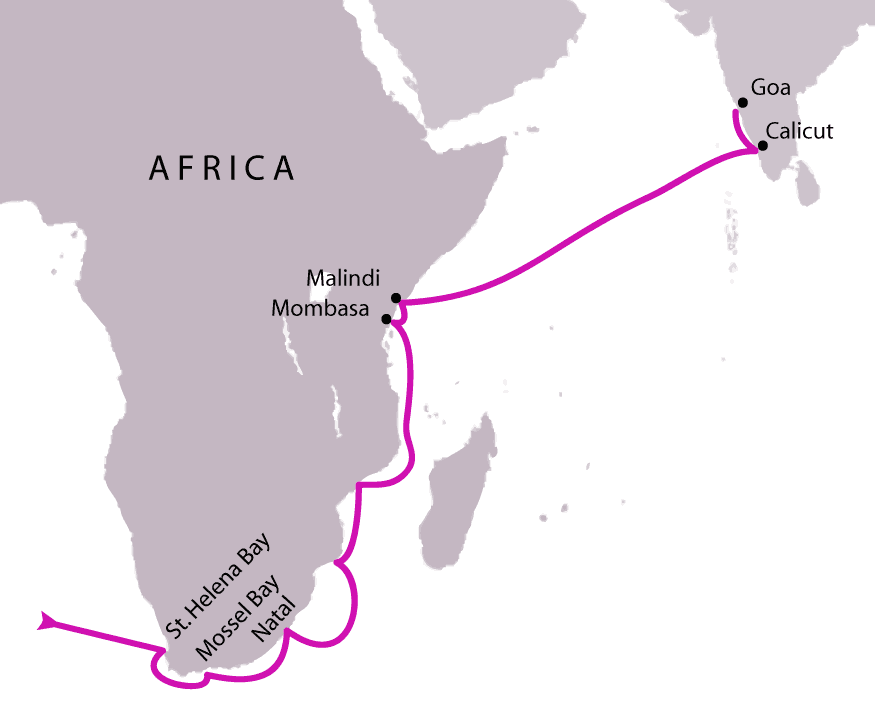
Primer viaje de Vasco de Gama

En 1498 el navegante portugués Vasco de Gama en su viaje hacia las islas de la especias descubre la desembocadura del río Zambeze en el Océano Índico.
En el siglo XVI los portugueses fundan la ciudad de Tete una de las más antiguas de entre la africanas situadas al sur de la línea ecuatorial.
Los rápidos de Cahora Bassa dificultan la exploración del río Zambeze durante dos siglos.

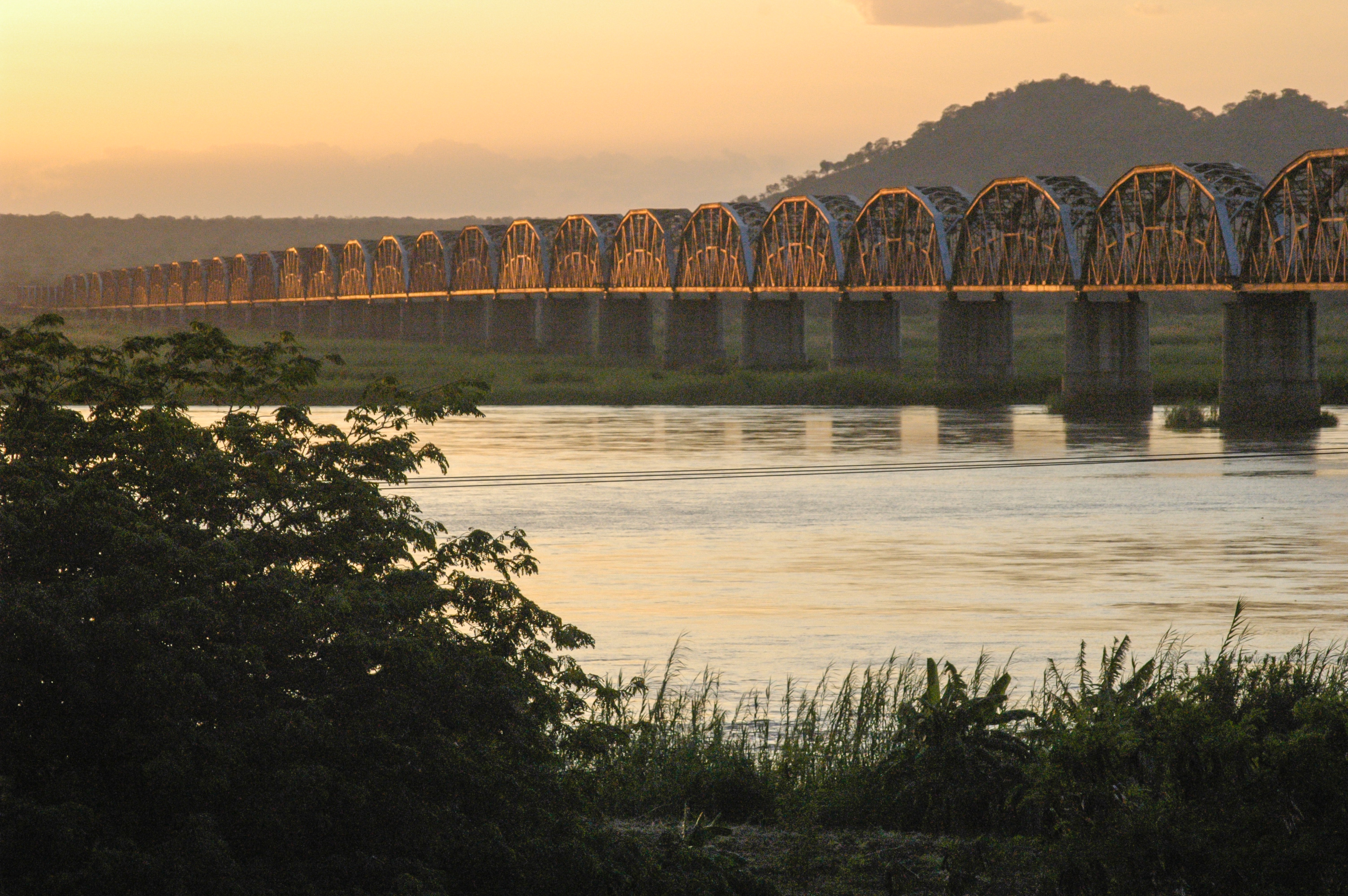
Puente Dona Ana, Mutarara

En 1960 la provincia contaba con 471 352 habitantes repartidos entre un solo concejo (Concelho), el de Tete y siete circunscripciones (Circunscrições): Angónia, Macanga, Magoé, Marávia, Moatize, Zumbo y Mutarara.
En 1970 la provincia contaba con 488 668 habitantes, cinco concejos y cuatro circunscripciones Angónia, Macanga, Moatize y Mutarara, creándose la nueva circunscripción de Bene.
En 1980 tras la independencia, la provincia contaba con 780 081habitantes, repartidos entre once distritos. Desparece Bene y se crean los de Changara, de Chiuta y de Cahora-Bassa.
En el censo de 1997 aparece el distrito de Chifunde.

## Demografía
La población de la provincia de Tete, Mozambique occidental crecieron en un 56 por ciento entre los censos de 1997 y 2007, o en una tasa media anual del 5,6 por ciento. Esto es más del doble de la tasa nacional, la provincia contaba con 1 783 767 habitantes el 1 de agosto de 2007. Casi la mitad de la población de Tete (49,7 por ciento) es menor de 15 años de edad.
La provincia no está muy urbanizado. La capital de la provincia solo tiene 155 870 habitantes (8,7 % de la población). La zona más poblada es la fértil comarca de Angónia. Pero el crecimiento ha sido más aguda en el distrito de Moatize que tiene enormes yacimientos de carbón.